# Frea unipunctata
Frea unipunctata är en skalbaggsart som beskrevs av Stefan von Breuning 1942. Frea unipunctata ingår i släktet Frea och familjen långhorningar. Inga underarter finns listade i Catalogue of Life.